# Pomník československým legionářům v Jekatěrinburgu
Pomník československým legionářům v Jekatěrinburgu je monument na Michajlovském hřbitově v ruském Jekatěrinburgu, v místech posledního odpočinku bezmála 400 československých legionářů, kteří v letech 1918–1919 padli při bojích ve městě a jeho okolí. Pomník byl vystavěn roku 2008 na náklady České republiky.

## Historické okolnosti
Jekatěrinburg byl jakožto strategické místo Transsibiřské magistrály od 25. července 1918 do července 1919 v rukou československých legií. Legionáři si tu zřídili své středisko, trávili zde dovolenou, provozovali nemocnice, nacházelo se zde velitelství generála Radoly Gajdy, československý generální konzulát i pobočka Československé národní rady.
V oblasti průmyslového Uralu měli ovšem bolševici mnoho stoupenců, tvrdé střety tak probíhaly nejenom při dobývání města, ale i později v okolí. Své padlé spolubojovníky pohřbívali legionáři na místě vyhrazeném na zdejším Michajlovském hřbitově. Po ústupu Čechoslováků byly náhrobky odstraněny a místo bylo dále užíváno k pohřbívání.

## Pomník

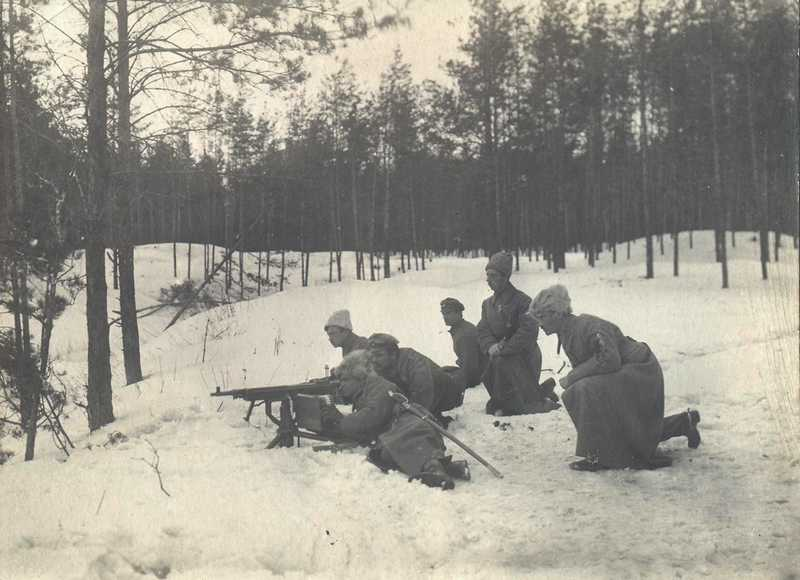
Českoslovenští legionáři v Jekatěrinburgu v roce 1918

Pomník byl slavnostně odhalen 17. listopadu 2008 za účasti předsedy poslanecké sněmovny, náměstka ministryně obrany, velvyslance ČR v Rusku, generálního konzula ČR v Jekatěrinburgu, gubernátora Sverdlovské oblasti či starosty Jekatěrinburgu. Čestnou stráž drželi představitelé ruských historických klubů v uniformách československých legií. Veškeré náklady na výstavbu platila česká strana, z celkových 3,5 milionu Kč uhradilo 1,5 milionu ministerstvo obrany, 2 miliony darovala soukromá firma.[zdroj?]
Pomník je zhotoven z černého a červeného mramoru na žulovém podstavci. Na svislých deskách jsou uvedena jména 358 legionářů a připomíná se dalších 30 neidentifikovaných osob. Na centrální stéle je pod československým lvem vytesán nápis v češtině, slovenštině a ruštině:
„ČESKOSLOVENSKÝM LEGIONÁŘŮM, / KTEŘÍ POLOŽILI ŽIVOT / NA CESTĚ KE SVOBODNÉ VLASTI“
„ČESKOSLOVENSKÝM LEGIONÁROM, / KTORÍ POLOŽILI ŽIVOT / NA CESTE K SLOBODNEJ VLASTI“
„ЧЕХОСЛОВАЦКИМ ЛЕГИОНЕРАМ, / ПАВШИМ / НА ПУТИ К СВОБОДНОЙ РОДИНЕ“

## Návštěvy představitelů České republiky
- Roku 2013 položil k pomníku věnec předseda vlády Petr Nečas.[7]
- Roku 2017 položil k pomníku věnec prezident republiky Miloš Zeman.[8]